# 66 Maja
För andra betydelser, se Maja (olika betydelser).
66 Maja eller 1947 FO är en asteroid upptäckt 9 april 1861 av den amerikanska astronomen Horace Parnell Tuttle i Cambridge, Massachusetts. Asteroiden har fått sitt namn efter Maia, en gudinna inom grekisk mytologi.